# Hyposcada schausi
Espèce
Hyposcada schausi est une espèce d'insectes lépidoptères de la famille des Nymphalidae, de la sous-famille des Danainae et du genre Hyposcada.

## Dénomination
Hyposcada schausi a été décrit par Richard Middleton Fox (d) en 1941.

## Liste des sous-espèces
Selon BioLib (28 décembre 2020) :
- Hyposcada schausi schausi ; présent en Colombie.
- Hyposcada schausi lactea Vitale & Bollino, 2001 ; présent en Équateur[1].

## Description
Hyposcada schausi  est un papillon au corps fin, d'une envergure d'environ 62 mm, aux ailes antérieures à bord interne concave.

## Écologie et distribution
Hyposcada schausi est présent en Colombie et en Équateur.

## Protection
Pas de statut de protection particulier.